# Wagon de type UIC-S

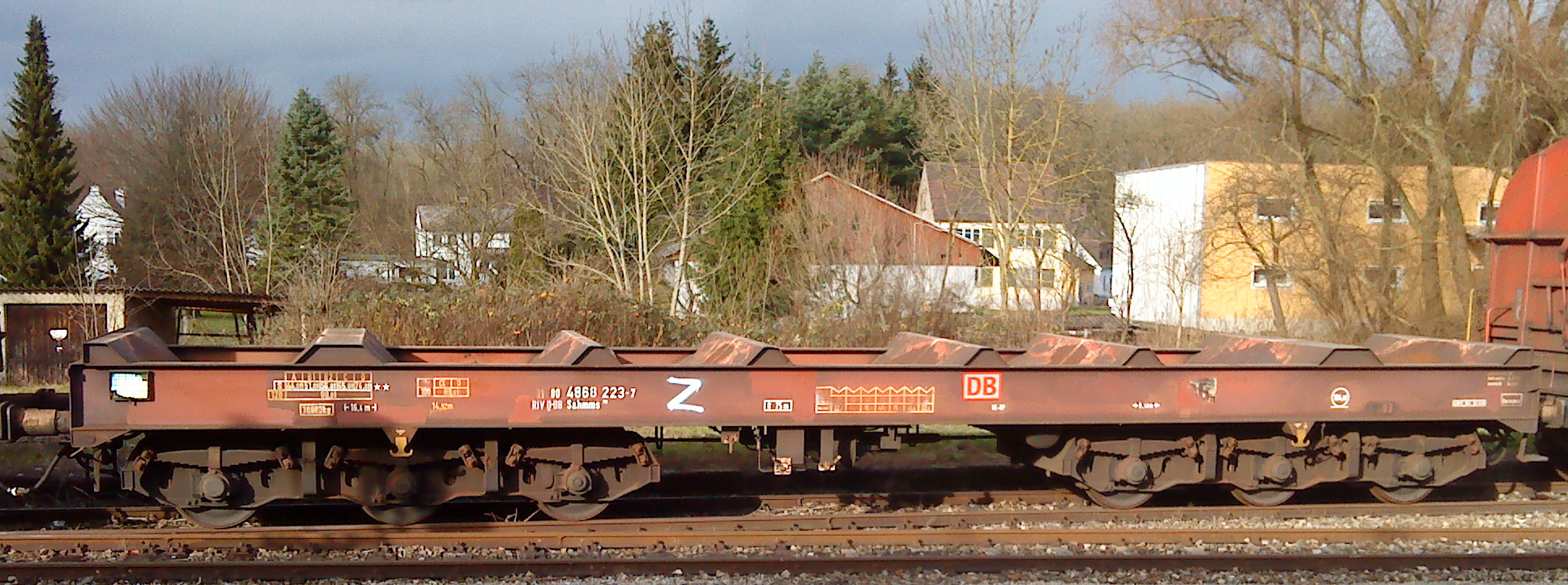
Wagon plat à 6 essieux de type Sahmms pour le transport de bobines de tôle.

Les wagons de type UIC-S sont des wagons plats à bogies spéciaux.

## Galerie d'images

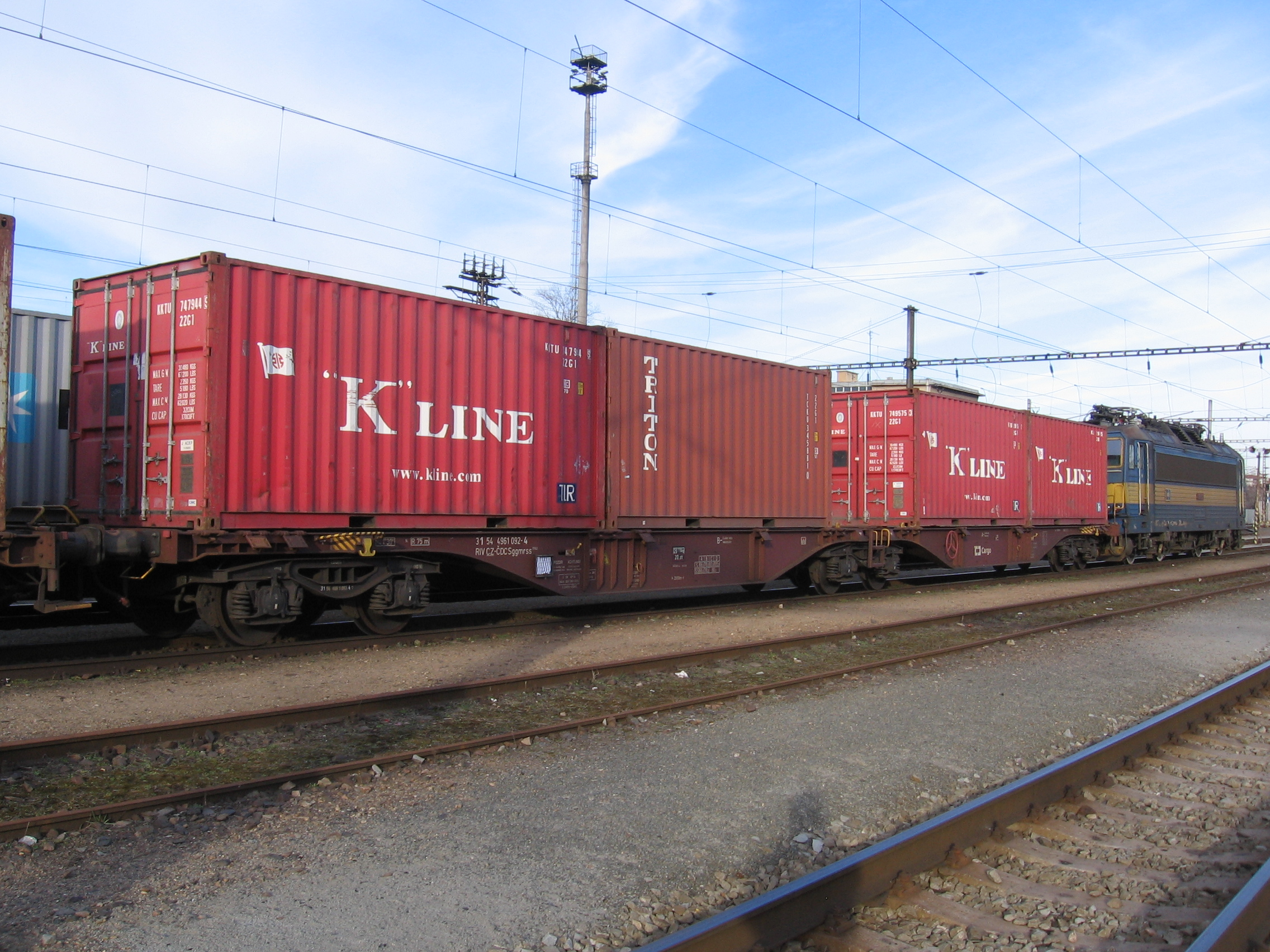
Wagon porte-conteneurs articulé de type Sggmrss.
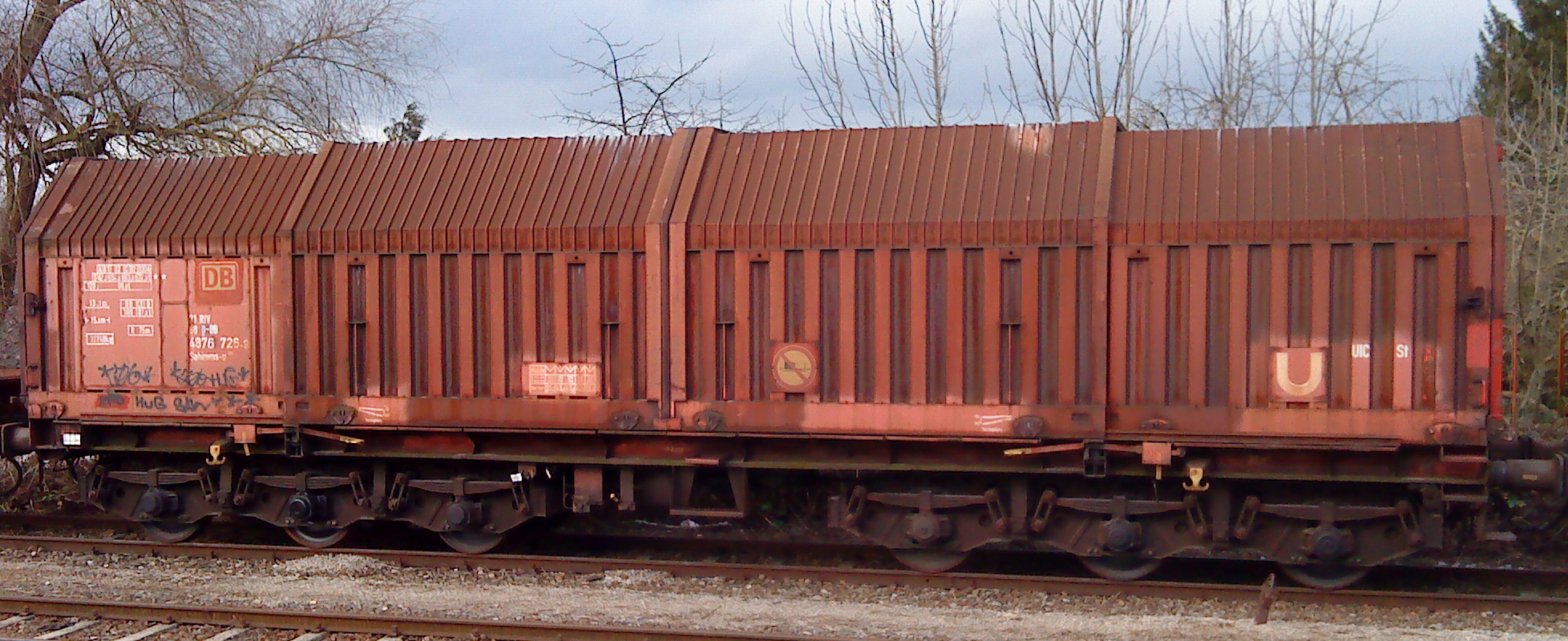
Wagon à capots télescopiques de type Sahimms pour le transport des bobines de tôle d'acier.
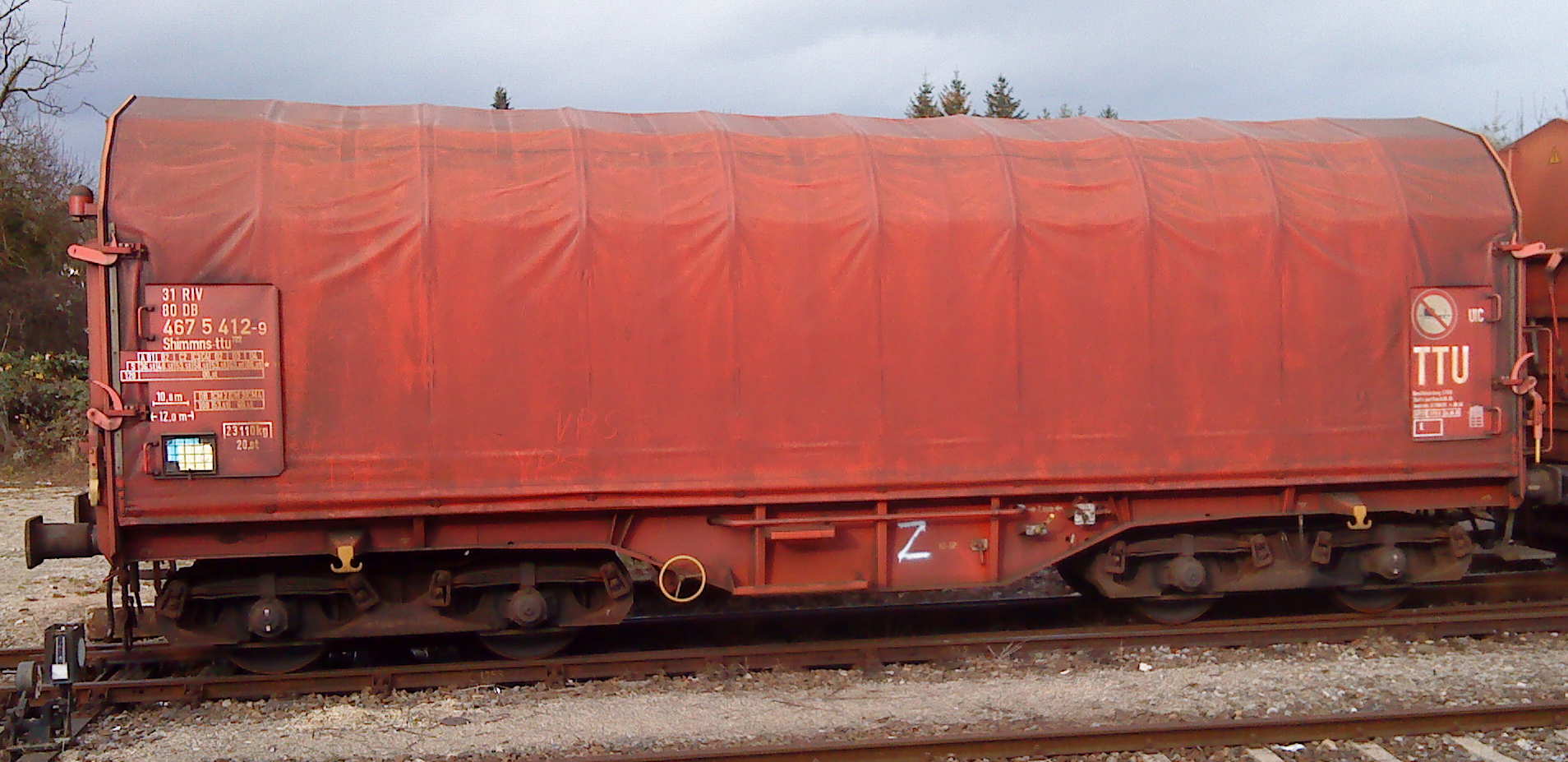
Wagon à bâchage mécanique de type Shimmns pour le transport de bobines de tôle d'acier..